# Tiffany Hines
Tiffany Hines (Cincinnati, 2 de setembro de 1983) é uma atriz e cantora norte-americana, conhecida por seus papéis como Birdie Scott em Beyond the Break, Michelle Welton em Bones, Jaden em Nikita, Didi Miller em Devious Maids, Tamar Braxton em Toni Braxton: Unbreak My Heart, Aisha em 24: Legacy, Eve Vincent em Hit The Floor, e Lara Nuzo em Magnum P.I..

## Início da vida
Nascida em Cincinnati, Ohio, mas foi criada em Tallahassee, Flórida. Hines tocava violino e piano quando criança, e se apresentou na Tallahassee Youth Orchestra. Frequentou a faculdade Seven Hills, em Cincinnati, e a Universidade de Cincinnati por dois anos, onde estudou marketing, antes de buscar uma carreira na televisão.
Tiffany dançou em competições quando criança e quando ficou mais velha ensinou em vários estúdios de dança em Cincinnati e Kentucky do Norte antes de sair. Ela começou sua carreira de coreógrafa de dança com 15 anos, criando um solo de dança lírica para sua irmã e ganhou vários títulos em prêmios, de primeiro, segundo e terceiro lugar em vários títulos de dança regional e nacional, de performances e coreografias. Seus títulos de dança ganhos incluem os seguintes gêneros: balé, sapateado, jazz, lírico, moderno, hip-hop e dança acrobática.
Além da dança, ela se apresentou com uma banda de Cincinnati, Camden, como cantora dos vocais principais e coescreveu músicas para a banda. Depois da Camden, ela entrou para a banda Low Key como vocalista. A banda também era de Cincinnati e se apresentava regularmente em vários locais regionais, antes de se mudar para Los Angeles.

## Carreira
Ela estrelou como Birdie Scott na série dramática Beyond the Break de 2006 a 2009. Hines estrelou em séries de televisão como Grey's Anatomy, Heroes, Criminal Minds, Miss Guided, Lincoln Heights, CSI: Crime Scene Investigation, Secret Girlfriend, 10 Things I Hate About You, e Lie to Me. Ela também estrelou a minissérie da NBC, Meteor em 2009. Seus créditos no cinema incluem The Winged Man, Shark Swarm, Dandelion Dharma, Perfect Combination e The Dark Party.
Ela interpretou a personagem recorrente Michelle Welton, a filha adolescente adotiva do Dr. Camille Saroyan, na série da Fox, Bones.
Hines estrelou como Jaden na série dramática da CW, Nikita de 2010 a 2011. Ela apareceu na quarta temporada da série dramática adolescente da CW, 90210 como uma detetive chamada Kat, que ajuda Navid a prender seu tio Amal. Em 2012, ela foi escalada para o piloto de novela da ABC, Americana, e em 2014 começou um papel recorrente como Didi Miller na comédia dramática da Lifetime, Devious Maids. Em 2015, ela atuou como atriz convidada em Backstrom, da Fox, e Stalker, da CBS; reapareceu como Marta Rodriguez em Stitchers e estrelou Damien na primavera de 2016. Ela reapareceu como Aisha em 24: Legacy, ao lado de Corey Hawkins, Bashy e Anna Diop. Ela estrelou como Eve Vincent na última temporada de Hit The Floor da BET, e retornou como Lara Nuzo na série Magnum P.I. da CBS ao lado de Jay Hernandez, Perdita Weeks, Sung Kang e Zachary Knighton. No verão de 2019, ela interpretou o papel principal de Elizabeth Bennet em Pride and Prejudice: Atlanta, da Lifetime, baseado no romance de Jane Austen, com elenco afro-americano.

## Filmografia

### Filmes
| Ano  | Título              | Título no Brasil    | Papel   | Nota |
| ---- | ------------------- | ------------------- | ------- | ---- |
| 2008 | Dandelion Dharma    |                     | Sylvie  |      |
| 2008 | The Winged Man      |                     | Allysha |      |
| 2010 | The Dark Party      |                     | Makayda |      |
| 2010 | Perfect Combination | Combinação Perfeita | Lia     |      |
| 2011 | Blue Crush 2        |                     |         |      |

### Séries de televisão
| Ano       | Título                     | Título no Brasil               | Papel           | Nota                                    |
| --------- | -------------------------- | ------------------------------ | --------------- | --------------------------------------- |
| 2006      | Grey's Anatomy             | Grey's Anatomy                 | Natalie         | 2 episódios                             |
| 2007      | Criminal Minds             | Criminal Minds                 | Naomi           | 1 episódio                              |
| 2008      | Heroes                     | Heroes                         | Cheerleader     | 1 episódio                              |
| 2008      | Miss Guided                | Miss Guided                    | "Uma estudante" | 1 episódio                              |
| 2008      | Shark Swarm                |                                | Michelle        | Filme para televisão.                   |
| 2008      | This Can't Be My Life      |                                | Jackie Geraud   | 1 episódio                              |
| 2008      | Lincoln Heights            |                                | Kelly Hawkins   | 2 episódios                             |
| 2008      | CSI: Las Vegas             | CSI: Las Vegas                 | Layla Wells     | 1 episódio                              |
| 2009      | Meteor                     |                                | Maya            | Minissérie para televisão (2 episódios) |
| 2009      | Beyond the Break           | Havaí - Além do Limite         | Birdie Scott    | (36 episódios, 2006–2009)               |
| 2009      | Secret Girlfriend          |                                | Amy             | 3 episódios                             |
| 2010      | Bones                      | Bones                          | Michelle Welton | (4 episódios, 2009-2010)                |
| 2010      | 10 Things I Hate About You | 10 coisas que eu odeio em você | Kaitlin         | 2 episódios                             |
| 2010      | Lie to Me                  | Lie to Me                      | Lacey           | 1 episódio                              |
| 2010-2013 | Nikita                     | Nikita                         | Jaden           | (Personagem coprincipal)                |

### Outros
| Ano  | Título                         | Papel | Notas                                                         |
| ---- | ------------------------------ | ----- | ------------------------------------------------------------- |
| 2008 | CSI: Crime Scene Investigation | Layla | Videogame, manteve seu personagem da série referente no jogo. |